# 石田基紀
石田 基紀（いしだ もとき ）は東京生まれの日本の映画プロデューサー。フリーランス。

## 経歴
学校法人 文化学院高等課程美術科卒。同学院 専門課程美術科中退。
1992年、ミュージックビデオ制作からフリーランスで映像業界に入る。1994年に林海象監督作品・劇場版 私立探偵 濱マイクシリーズ第2弾「遙かな時代の階段を」から映画業界へ。
2005年に村上春樹小説の初の長編映画化作品である市川準監督作品『トニー滝谷』をプロデュース。同作品は世界30以上の映画祭へ出品。20カ国以上にセールス。第57回ロカルノ国際映画祭で邦画初の準グランプリを含む3部門の同時受賞し、邦画でのサンダンス映画祭初のコンペティション部門ノミネート、米インディペンデント・スピリット賞など多数の国際映画祭へ出品。

## 作品歴

### 制作部参加
- 「私立探偵濱マイク」 第二作「遙かな時代の階段を」林海象監督作品
- 「幻の光」是枝裕和監督作品
- 「バトル・ロワイアル (映画)」深作欣二監督作品

　　他多数

### プロデューサー
- 「トニー滝谷」市川準監督作品
- 「私立探偵濱マイク」須永秀明監督作品
- 「コトバのない冬」渡部篤郎監督作品
- 「さまよう刃」益子昌一監督作品
- 「セイジ -陸の魚-」伊勢谷友介監督作品
- 「ミンナのウタ」清水崇監督作品
- 「あのコはだぁれ?」清水崇監督作品
- 「ミッシングチャイルドビデオテープ」近藤亮太監督作品
- 他多数

### ラインプロデューサー
- 「火垂」河瀬直美監督作品
- 「独立少年合唱団」緒方明監督作品
- 「最後の恋、はじめての恋」当摩寿史監督作品
- 「ハブと拳骨」中井庸友監督作品
- 「プルコギ」グ・スーヨン監督作品
- 「ゼラチンシルバーLOVE」操上和美監督作品
- 他多数

### 海外作品：ユニットプロダクションマネージャー
- 「WASABI/ワサビ」ジェラール・クラヴジック監督作品
- 「キル・ビル」クエンティン・タランティーノ監督作品
- 「ワイルドスピードX3 TOKYO DRIFT」ジャスティン・リン監督作品
- 「ラーメンガール」ロバート・アラン・アッカーマン監督作品
- 「スバル」リー・チー・ガイ監督作品
- 「ウルヴァリン:SAMURAI」ジェームズ・マングローブ監督作品

## 著書
- 『映画・映像業界就職ガイド2005』キネマ旬報社 /  映画製作はこうして進んでいく！ 稿

## パネラー
- キネマ旬報主催 映画・映像業界就職セミナー

- 全国フィルムコミッション連絡協議会 シンポジウム IN 東京国際映画祭